# Ted Turner
Robert Edward "Ted" Turner III 
(sinh ngày 19 tháng 11 năm 1938) là một ông trùm truyền thông và nhà từ thiện người Mỹ. Là một doanh nhân, ông được biết đến là người sáng lập kênh Cable News Network (CNN), kênh tin tức truyền hình cáp đầu tiên phát sóng 24 giờ. Ngoài ra, ông thành lập WTBS, công ty đi tiên phong trong khái niệm superstation trong truyền hình cáp.
Là một nhà từ thiện, ông được biết đến với việc tặng 1 tỷ đô la Mỹ cho Liên Hợp Quốc, số tiền này tạo ra Quỹ Liên hợp quốc, một tổ chức từ thiện công cộng để mở rộng hỗ trợ trong nước cho Liên hợp quốc. Turner là Chủ tịch hội đồng quản trị của quỹ này. Ngoài ra, trong năm 2001, Turner với Thượng nghị sĩ Hoa Kỳ Sam Nunn đồng sáng lập Nuclear Threat Initiative (D-GA). NTI là một tổ chức phi đảng phái tập trung việc giảm sự phụ thuộc toàn cầu và ngăn chặn sự gia tăng của hạt nhân, hóa học và vũ khí sinh học. Ông hiện là đồng Chủ tịch Hội đồng quản trị của tổ chức này.

### Sách tiểu sử
- Media Man: Ted Turner's Improbable Empire by Ken Auletta (W. W. Norton, 2004) ISBN 0-393-05168-4
- Clash of the Titans: How the Unbridled Ambition of Ted Turner and Rupert Murdoch Has Created Global Empires that Control What We Read and Watch Each Day by Richard Hack (New Millennium Press, 2003) ISBN 1-893224-60-0
- Me and Ted Against the World: The Unauthorized Story of the Founding of CNN by Reese Schonfeld (HarperBusiness, 2001) 0060197463
- Ted Turner Speaks: Insights from the World's Greatest Maverick by Janet Lowe (Wiley, 1999) ISBN 0-471-34563-6
- Riding A White Horse: Ted Turner's Goodwill Games and Other Crusades by Althea Carlson (Episcopal Press, 1998) ISBN 0-9663743-0-4
- Porter Bibb (1996). Ted Turner: It Ain't As Easy as It Looks: The Amazing Story of CNN. Virgin Books. ISBN 0-86369-892-1.Ted Turner: It Ain't As Easy as It Looks: The Amazing Story of CNN. Virgin Books.ISBN 0-86369-892-1.
- Citizen Turner: The Wild Rise of an American Tycoon by Robert Goldberg and Gerald Jay Goldberg (Harcourt, 1995) ISBN 0-15-118008-3
- CNN: The Inside Story: How a Band of Mavericks Changed the Face of Television News by Hank Whittemore (Little Brown & Co, 1990) ISBN 0-316-93761-4
- Lead Follow or Get Out of the Way: The Story of Ted Turner by Christian Williams (Times Books, 1981) ISBN 0-8129-1004-4
- Atlanta Rising: The Invention of an International City 1946–1996 by Frederick Allen (Longstreet Press, 1996) ISBN 1-56352-296-9